# NGC 775
NGC 775 est une galaxie spirale (barrée ?) située dans la constellation du Fourneau. NGC 775 a été découverte par l'astronome britannique John Herschel en 1835.

## Caractéristiques
Sa vitesse par rapport au fond diffus cosmologique est de 4 303 ± 16 km/s, ce qui correspond à une distance de Hubble de 63,5 ± 4,5 Mpc (∼207 millions d'al).
À ce jour, neuf mesures non basées sur le décalage vers le rouge (redshift) donnent une distance de 54,844 ± 5,451 Mpc (∼179 millions d'al), ce qui est à l'intérieur des valeurs de la distance de Hubble. Notons cependant que c'est avec la valeur moyenne des mesures indépendantes, lorsqu'elles existent, que la base de données NASA/IPAC calcule le diamètre d'une galaxie et qu'en conséquence le diamètre de NGC 775 pourrait être d'environ 37,9 kpc (∼124 000 al) si on utilisait la distance de Hubble pour le calculer. 
La classe de luminosité de NGC 775 est III et elle présente une large raie HI.